# Anopheles quadrimaculatus
Anopheles quadrimaculatus es una especie de mosquito culícido, y es el principal vector de malaria en América del norte (Plasmodium vivax y Plasmodium falciparum).
Tiene cuatro manchas oscuras en las alas, de allí el nombre quadrimaculatus. Tienen 8 a 9 pelos en la cabeza con 8 a 10 ramas. La probóboscide tiene escamas oscuras.
Esta especie prefiere hábitats con abundantes residuos vegetales y hojas sumergidas y flotantes o vegetación acuática emergente. Las larvas se encuentran de julio a septiembre, los adultos todo el año.